# District de Dennery
Pour les articles homonymes, voir Dennery.
Le district de Dennery est l'un des dix districts de Sainte-Lucie.
Sa capitale est Dennery.

## Article connexe

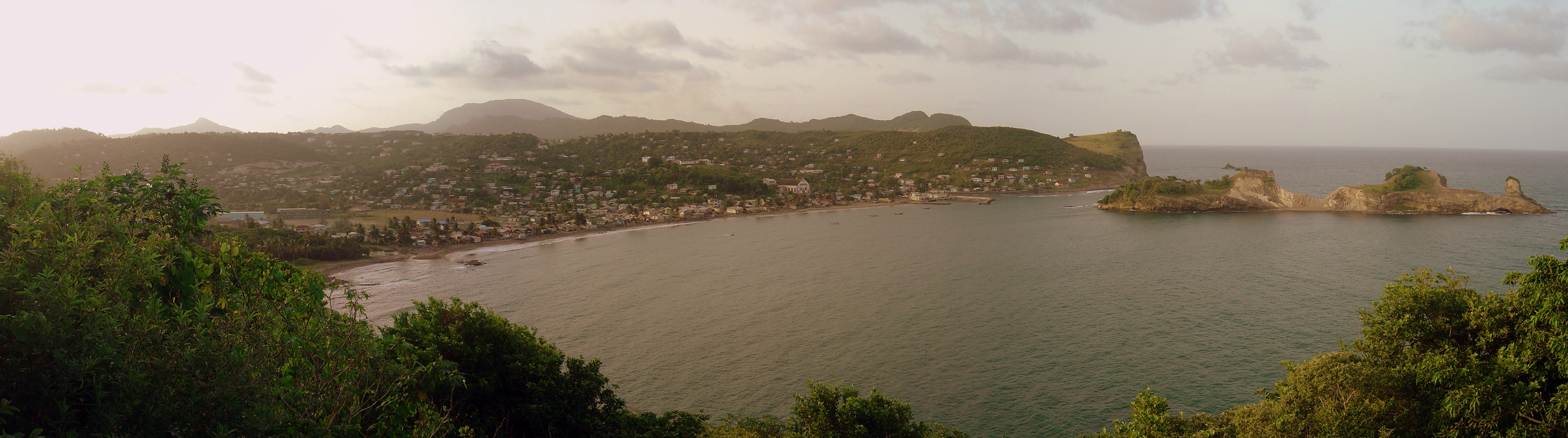
Vue sur la baie de Dennery.